# Kolarstwo na Letnich Igrzyskach Olimpijskich 1924 – sprint mężczyzn
Sprint mężczyzn – był jedną z sześciu konkurencji kolarskich na letnich igrzyskach olimpijskich w Paryżu w 1924 r.
Wyścigi na odległość 1000 m odbyły się w dniach 26–27 lipca 1924 r. W zawodach wystartowało 31 zawodników z 17 krajów.

## Wyniki

### Eliminacje
Zwycięzca każdego wyścigu eliminacyjnego awansował do ćwierćfinału, pozostali zawodnicy, o ile ukończyli wyścig, do repasaży.
Wyścig 1
| Miejsce | Zawodnik         | Czas | Uwagi |
| ------- | ---------------- | ---- | ----- |
| 1       | Pierre de Bruyne | 13,8 | Q     |
| 2       | Eugenio Gret     |      | rep   |

Wyścig 2
| Miejsce | Zawodnik       | Czas | Uwagi |
| ------- | -------------- | ---- | ----- |
| 1       | George Dempsey | 13,8 | Q     |
| 2       | Julio Polet    |      | rep   |
| 3       | Miloš Knobloch |      | rep   |

Wyścig 3
| Miejsce | Zawodnik           | Czas | Uwagi |
| ------- | ------------------ | ---- | ----- |
| 1       | William Coppins    | 13,6 | Q     |
| 2       | Willy Falck Hansen |      | rep   |
| 3       | Boris Dimczew      |      | rep   |

Wyścig 4
| Miejsce | Zawodnik        | Czas | Uwagi |
| ------- | --------------- | ---- | ----- |
| 1       | William Fenn    | 13,6 | Q     |
| 2       | Ricardo Bermejo |      | rep   |
| –       | Maurice Gillen  |      | DNS   |

Wyścig 5
| Miejsce | Zawodnik        | Czas | Uwagi |
| ------- | --------------- | ---- | ----- |
| 1       | Lucien Michard  | 13,6 | Q     |
| 2       | Alejandro Vidal |      | rep   |

Wyścig 6
| Miejsce | Zawodnik       | Czas | Uwagi |
| ------- | -------------- | ---- | ----- |
| 1       | Herbert Fuller | 13,8 | Q     |
| 2       | Oscar Guldager |      | rep   |

Wyścig 7
| Miejsce | Zawodnik        | Czas | Uwagi |
| ------- | --------------- | ---- | ----- |
| 1       | Maurice Peeters | 17,0 | Q     |

Wyścig 8
| Miejsce | Zawodnik         | Czas | Uwagi |
| ------- | ---------------- | ---- | ----- |
| 1       | Guglielmo Bossi  | 13,6 | Q     |
| 2       | János Grimm      |      | rep   |
| 3       | Oldřich Červinka |      | rep   |

Wyścig 9
| Miejsce | Zawodnik         | Czas | Uwagi |
| ------- | ---------------- | ---- | ----- |
| 1       | Jaap Meijer      | 13,2 | Q     |
| 2       | Lucien Mermillod |      | rep   |
| 3       | Ferenc Uhereczky |      | rep   |

Wyścig 10
| Miejsce | Zawodnik          | Czas | Uwagi |
| ------- | ----------------- | ---- | ----- |
| 1       | Jean Cugnot       | 12,8 | Q     |
| 2       | George Owen       |      | rep   |
| 3       | Artūrs Zeiberliņš |      | rep   |

Wyścig 11
| Miejsce | Zawodnik             | Czas | Uwagi |
| ------- | -------------------- | ---- | ----- |
| 1       | Francesco Del Grosso | 12,8 | Q     |
| 2       | Jan Łazarski         |      | rep   |
| 3       | Roberts Plūme        |      | rep   |

Wyścig 12
| Miejsce | Zawodnik            | Czas | Uwagi |
| ------- | ------------------- | ---- | ----- |
| 1       | Franciszek Szymczyk | 13,6 | Q     |
| 2       | Joseph Verheyen     |      | rep   |
| 3       | Francisco Juillet   |      | rep   |

### Repasaże
Zwycięzcy repasaży awansowali do ćwierćfinału.
Wyścig 1
| Miejsce | Zawodnik           | Czas | Uwagi |
| ------- | ------------------ | ---- | ----- |
| 1       | Willy Falck Hansen |      | Q     |
| 2       | Julio Polet        |      |       |
| –       | Francisco Juillet  |      | DNS   |

Wyścig 2
| Miejsce | Zawodnik        | Czas | Uwagi |
| ------- | --------------- | ---- | ----- |
| 1       | Miloš Knobloch  |      | Q     |
| –       | Boris Dimczew   |      | DNS   |
| –       | Alejandro Vidal |      | DNS   |

Wyścig 3
| Miejsce | Zawodnik          | Czas | Uwagi |
| ------- | ----------------- | ---- | ----- |
| 1       | Oscar Guldager    |      | Q     |
| 2       | Artūrs Zeiberliņš |      |       |
| 3       | Eugenio Gret      |      |       |

Wyścig 4
| Miejsce | Zawodnik         | Czas | Uwagi |
| ------- | ---------------- | ---- | ----- |
| 1       | Lucien Mermillod |      | Q     |
| 2       | Ferenc Uhereczky |      |       |
| 3       | Oldřich Červinka |      |       |

Wyścig 5
| Miejsce | Zawodnik        | Czas | Uwagi |
| ------- | --------------- | ---- | ----- |
| 1       | János Grimm     |      | Q     |
| 2       | Ricardo Bermejo |      |       |
| 3       | Joseph Verheyen |      |       |

Wyścig 6
| Miejsce | Zawodnik      | Czas | Uwagi |
| ------- | ------------- | ---- | ----- |
| 1       | George Owen   |      | Q     |
| 2       | Jan Łazarski  |      |       |
| 3       | Roberts Plūme |      |       |

### Ćwierćfinały
Zwycięzcy wyścigów ćwierćfinałowych awansowali do półfinału, pozostali, o ile ukończyli wyścig do repasaży.
Ćwierćfinał 1
| Miejsce | Zawodnik           | Czas | Uwagi |
| ------- | ------------------ | ---- | ----- |
| 1       | Jaap Meijer        | 13,2 | Q     |
| 2       | Willy Falck Hansen |      | rep   |
| 3       | Miloš Knobloch     |      | rep   |

Ćwierćfinał 2
| Miejsce | Zawodnik       | Czas | Uwagi |
| ------- | -------------- | ---- | ----- |
| 1       | Lucien Michard | 13,0 | Q     |
| 2       | Oscar Guldager |      | rep   |
| 3       | George Owen    |      | rep   |

Ćwierćfinał 3
| Miejsce | Zawodnik        | Czas | Uwagi |
| ------- | --------------- | ---- | ----- |
| 1       | George Dempsey  | 13,2 | Q     |
| 2       | Maurice Peeters |      | rep   |
| 3       | János Grimm     |      | rep   |

Ćwierćfinał 4
| Miejsce | Zawodnik         | Czas | Uwagi |
| ------- | ---------------- | ---- | ----- |
| 1       | Jean Cugnot      | 13,2 | Q     |
| 2       | William Fenn     |      | rep   |
| 3       | Pierre de Bruyne |      | rep   |

Ćwierćfinał 5
| Miejsce | Zawodnik             | Czas | Uwagi |
| ------- | -------------------- | ---- | ----- |
| 1       | Francesco Del Grosso | 13,6 | Q     |
| 2       | Lucien Mermillod     |      | rep   |
| 3       | Franciszek Szymczyk  |      | rep   |

Ćwierćfinał 6
| Miejsce | Zawodnik        | Czas | Uwagi |
| ------- | --------------- | ---- | ----- |
| 1       | Herbert Fuller  | 13,0 | Q     |
| 2       | Guglielmo Bossi |      | rep   |
| 3       | William Coppins |      | rep   |

### Repasaże
Zwycięzcy repasaży awansowali do półfinałów.
Repasaż 1
| Miejsce | Zawodnik           | Czas | Uwagi |
| ------- | ------------------ | ---- | ----- |
| 1       | Guglielmo Bossi    |      | Q     |
| 2       | Maurice Peeters    |      |       |
| 3       | Willy Falck Hansen |      |       |
| 4       | Miloš Knobloch     |      |       |

Repasaż 2
| Miejsce | Zawodnik         | Czas | Uwagi |
| ------- | ---------------- | ---- | ----- |
| 1       | Lucien Mermillod |      | Q     |
| 2       | Pierre de Bruyne |      |       |
| 3       | George Owen      |      |       |
| 4       | János Grimm      |      |       |

Repasaż 3
| Miejsce | Zawodnik            | Czas | Uwagi |
| ------- | ------------------- | ---- | ----- |
| 1       | Oscar Guldager      |      | Q     |
| 2       | William Fenn        |      |       |
| 3       | William Coppins     |      |       |
| –       | Franciszek Szymczyk |      | DNS   |

### Półfinały
Zwycięzca każdego półfinału awansował do finału. 
Półfinał 1
| Miejsce | Zawodnik        | Czas | Uwagi |
| ------- | --------------- | ---- | ----- |
| 1       | Lucien Michard  | 12,2 | Q     |
| 2       | Herbert Fuller  |      |       |
| 3       | Guglielmo Bossi |      |       |

Półfinał 2
| Miejsce | Zawodnik             | Czas | Uwagi |
| ------- | -------------------- | ---- | ----- |
| 1       | Jaap Meijer          | 12,8 | Q     |
| 2       | Oscar Guldager       |      |       |
| 3       | Francesco Del Grosso |      |       |

Półfinał 3
| Miejsce | Zawodnik         | Czas | Uwagi |
| ------- | ---------------- | ---- | ----- |
| 1       | Jean Cugnot      | 12,2 | Q     |
| 2       | George Dempsey   |      |       |
| 3       | Lucien Mermillod |      |       |

### Finał
| Miejsce | Zawodnik       | Czas | Uwagi |
| ------- | -------------- | ---- | ----- |
| 1       | Lucien Michard | 12,8 |       |
| 2       | Jaap Meijer    |      |       |
| 3       | Jean Cugnot    |      |       |